# Psychotria setulifera
Psychotria setulifera är en måreväxtart som beskrevs av Charlotte M. Taylor. Psychotria setulifera ingår i släktet Psychotria och familjen måreväxter. Inga underarter finns listade i Catalogue of Life.